# Truppenluftabwehr (NVA)
Die Truppenluftabwehr (TLA) war eine Waffengattung der Landstreitkräfte der Nationalen Volksarmee.

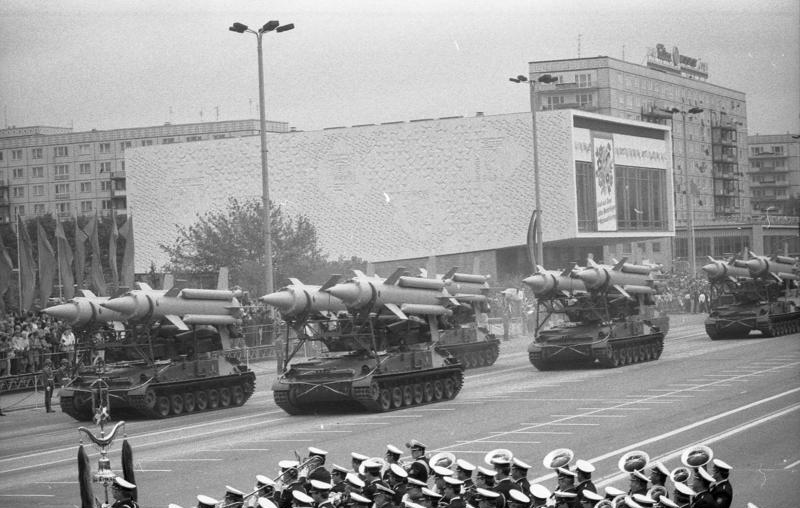
Krug (SA-4) der TLA bei der Parade zum 39. Jahrestag der DDR-Gründung

## Geschichte
Mit Aufstellung der NVA wurden den mot. Schützen- und Panzerdivisionen der Landstreitkräfte Flakregimenter als organische Flugabwehrkräfte zugeordnet. Nachdem sie zunächst Teil der Artillerie war, wurde die Truppenluftabwehr 1961 eine eigenständige Waffengattung. Anfang der 1970er Jahre begann die Einführung von Flugabwehrraketensystemen.

## Auftrag
Die Truppenluftabwehr hatte den Auftrag, die Mot.-Schützeneinheiten und die Panzerverbände im Krieg vor Luftangriffen zu schützen. Ihnen waren somit, anders als den Flugabwehrraketenverbänden der Luftstreitkräfte/Luftverteidigung keine festen Räume zugewiesen. Dennoch waren die Einheiten der Truppenluftabwehr bereits im Frieden in das Diensthabende System der Luftverteidigung des Warschauer Pakts eingebunden.

## Ausbildung
Die Offiziere der Truppenluftabwehr wurden an der TLA-Sektion der Offiziershochschule der Landstreitkräfte ausgebildet.
Die Aus- und Weiterbildung der Unteroffiziere in Spezialverwendungen der Fla-Raketentruppen der Truppenluftabwehr
erfolgte beim Fla-Raketenausbildungszentrum-40 „Georg Ewald“ in Zingst und AZ 20 "Max Matern" Fachrichtung VII der TLA in Bellin (aufgestellt am 1. November 1973 als FRAA-40, Aufstellung als FRZ-40 am 1. November 1974).
Die Truppenluftabwehr verfügte über eigene Flak-Artillerieschießplätze bei Zingst und bei Bellin (FSP-40, später Teil des Ausbildungszentrums-20) und führte – wie die Verbände der LSK/LV – regelmäßig Gefechtsschießen auf dem Schießplatz Archeluk (auch: Aschuluk) in Kasachstan durch.

## Ausrüstung

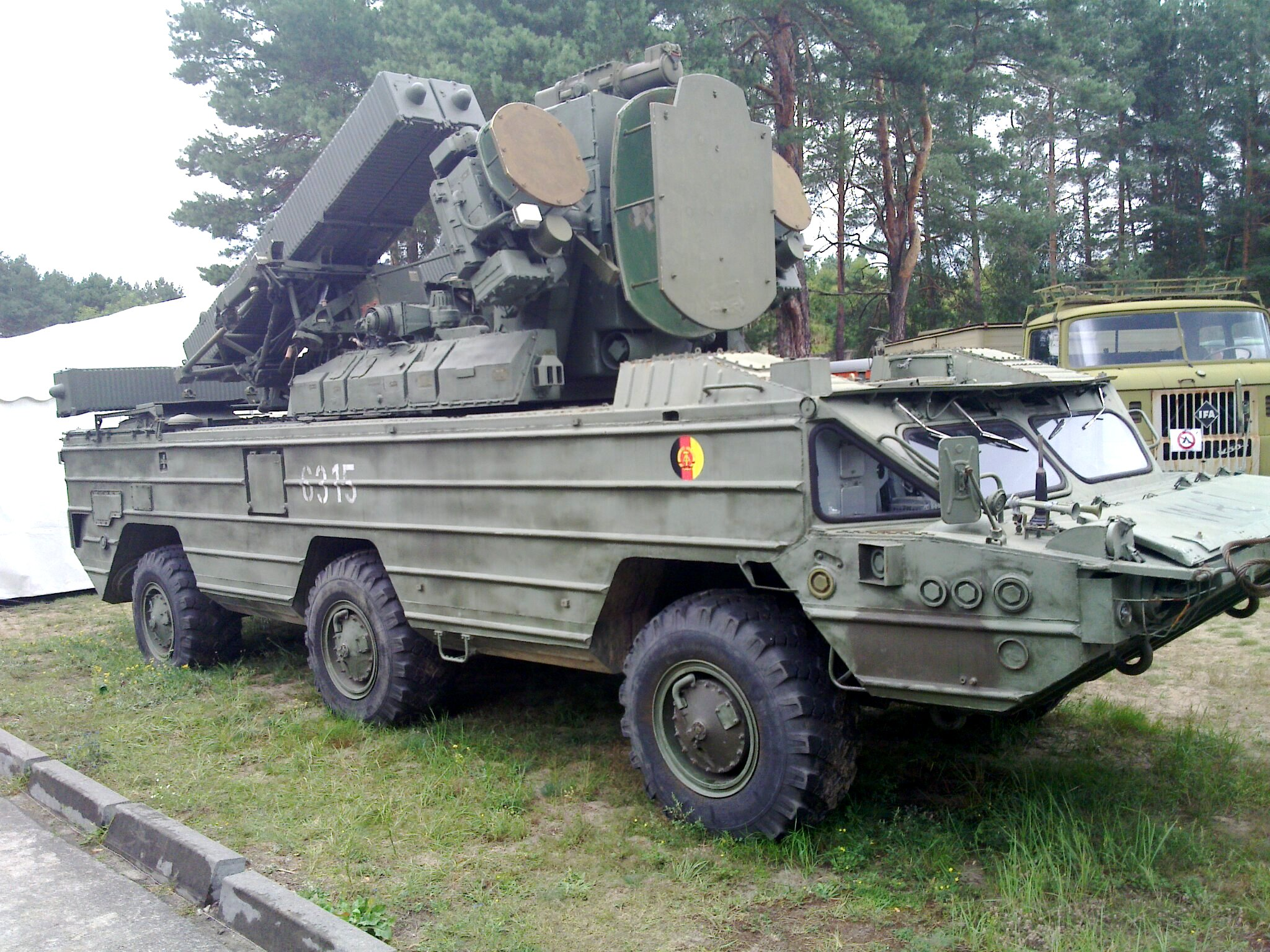
Osa-AK (SA-8) der NVA

Die Flugabwehrkräfte der Landstreitkräfte der NVA waren mit folgenden mobilen Waffensystemen ausgestattet:
- Fliegerabwehrmaschinengewehr-Zwilling ZPU-2 14,5 mm (2 × KPW)
- Fliegerabwehrmaschinengewehr-Vierling ZPU-4 14,5 mm (4 × KPW)
- Fliegerabwehrmaschinengewehr KPW 14,5 mm
- Flak S-60 57 mm
- Zwillingsflak ZU-23-2 23 mm
- Fla-Selbstfahrlafette ZSU-57-2
- Fla-Selbstfahrlafette ZSU-23-4
- 2K11 Krug (SA-4)
- 9K32 Strela-2 (SA-7)
- 2K12 Kub (SA-6)
- 9K33 Osa-AK (SA-8)
- 9K31 Strela-1 (SA-9)
- 9K35 Strela-10 (SA-13)
- 9K310 Igla-1 (SA-16)

## Organisation
Ende der 1980er Jahre verfügte der Militärbezirk (MB) III über das Fla-Raketenregiment-3 „Kurt Kresse“ mit der Beweglichen Fla-Raketentechnischen Basis-3 „Otto Walter“ in Hohenmölsen und bei den unterstellten Divisionen über
- das Fla-Raketenregiment-4 „Hermann Danz“ in Erfurt (4. MSD),
- das Fla-Raketenregiment-7 „Paul Rockstroh“ in Zeithain (7. PD) und
- das Fla-Raketenregiment-11 „Georg Stöber“ in Weißenfels (11. MSD).

Der Militärbezirk V führte (bis 1989) das Fla-Raketenregiment-5 „Bernhard Bästlein“ und die Bewegliche Fla-Raketentechnische Basis-5 „Reinhold Pretzsch“ in Basepohl. Den Divisionen unterstanden
- das Fla-Raketenregiment-1 „Anton Fischer“ in Brück (1. MSD),
- das Fla Raketenregiment-8 „Willi Schröder“ in Stern Buchholz (8. MSD) und
- das Fla-Raketenregiment-9 „Rudolf Dölling“ in Karpin (9. PD).